# Walckenaeria perdita
Walckenaeria perdita là một loài nhện trong họ Linyphiidae.
Loài này thuộc chi Walckenaeria. Walckenaeria perdita được Ralph Vary Chamberlin miêu tả năm 1949.